# Manus

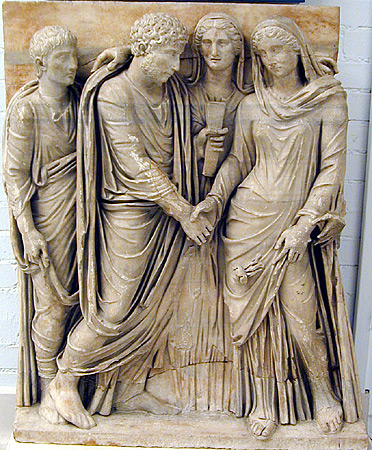
Сцена заключения брака, во время которой супруги держат правые руки друг друга. Древнеримские саркофаги из собрания Британского музея

Manus — термин римского права, обозначающий власть главы семьи над её членами и имуществом. Название, происходя от символа власти — руки, указывает и на её характер. Manus — неограниченная власть, вплоть до права жизни и смерти над членами семьи, продажи их, отдачи в кабалу и т. д. и не знающая различий между подвластными: ей одинаково подчинены жена, дети, рабы и имущество — объекты, объединяемые общим понятием familia. В таком виде она является характерным определением положения римского полноправного гражданина по отношению к государству. Manus резко отделяла сферу частного господства такого гражданина от власти общественной и государственной. Последним нет места в доме главы семьи. Он здесь властитель и защитник, судья и жрец, распорядитель как личностью и действиями членов семьи, так и имуществом, добытым собственной его деятельностью или так или иначе полученным подвластными. Глава семьи поглощает её членов своей личностью. Все действия подвластных суть действия главы, их приобретения — его приобретения. Все претензии посторонних семье лиц обращаются к нему, и от его воли зависит выдать виновных членов головою или принять вину на себя, уплатив убытки. 

## Приобретение и выход из manus
Понятие manus до такой степени выдвигается как основное понятие семьи, что все семейные связи устанавливаются и прекращаются не началами телесной близости или кровного родства, как теперь, а лишь приобретением, передачей или уничтожением manus. Кто перешел в manus главы семьи, тот член семьи, хотя бы не стоял ни в каких кровных связях ни с главой, ни с членами; кто вышел из-под manus — не член семьи, хотя бы был ближайший родственник (агнаты). Способы приобретения и потери manus являются, поэтому, и способами установления и прекращения семейных связей. Главный способ приобретения manus — манципация, торжественная покупка власти над женой, рабами и основным имуществом семьи, так называемая res mancipi. Manus над детьми приобретался через покупку власти над женой. Так называемый брак без manus на первых порах, по всей вероятности, не давал отцу прав над детьми, как не давал их над женой. В сакраментальной формуле усыновления также подчеркивалось, что усыновляемый становится в такое положение к отцу, как если бы он был сын его жены in manu (носившей почетное имя mater faimlias, в отличие от жены в браке без manus, uxor). Прекращение manus совершалось, помимо смерти, путем эмансипации детей и жены, манумиссии рабов и новой мансипации вещей в руки другого обладателя.

## Браки с manus и без него
Различие между браками с manus и браками без manus, составляя характерную черту всей истории брачных отношений в Древнем Риме, появляется в очень раннюю эпоху. Брак без manus, по всей вероятности, — древнейшая форма брака. Он возникает в силу простого сожительства и лишь силой давности, могущей быть прерванной по воле жены или её отца, обращается в действительный брак с manus; до тех же пор он не дает мужу власти ни над личностью, ни над имуществом жены. Состоя в сожительстве с мужем, жена остается под властью своего отца (или его pater familias), которому до времен империи принадлежало право расторгнуть брак во всякий момент, потребовав дочь к себе в дом. Имущество жены оставалось собственностью главы её собственной семьи, а не главы семьи мужа. Приобретение manus над женой изменяло положение дела. Власть отца переходила к мужу, и последний становился полным господином жены. Развитие и укрепление патриархальной семьи ведет к укреплению и упрочению брака с manus, который до конца республики остается основной формой римского брака. Развитие свободы женщин и невыгодные имущественные последствия брака с manus для родственников жены приводят, однако, к видоизменениям этой формы брака, сближающим его с старым браком без manus. Это обстоятельство и подает большинству историков римского права повод считать брак без manus более новым учреждением, чем брак с manus.

## Реформы manus
Ограничения полномочий, входивших в состав manus, совершались очень медленно. По отношению к manus mariti есть известия о родственном совете, совещание с которым было необходимо для применения права убийства жены, а также о том, что будто бы ещё царскими законами запрещена была продажа жены. В остальном права мужа сохраняются почти в полном объёме, пока существует брак с manus. Освобождение жены совершается лишь путем развития формы свободного брака и постановлениями о разводе. 

## Аналоги manus у других народов
Говоря о родительской власти в Риме, Гай замечает, что ни один народ, кроме азиатских галатов, не организует её с такой строгостью, как римский. Эта точка зрения на римскую manus, разделяемая и многими историками права, находит себе, однако, опровержение в известиях Цезаря о галлах («viri in uxores, sicuti in liberos, vitae necisque habent potestatem», «De bello gall.», VI, 19), a также и в постановлениях о древнегерманском Mundium, или Munt, — понятии, совершенно аналогичном с Manus и с ним однозначащим: германский Munt — также символ власти, рука. Предположение многих историков германского права, что в Германии интересы защиты подвластных преобладают в осуществлении власти над личными интересами главы семьи, справедливо лишь в том смысле, что в германских источниках больше выдвинута эта сторона дела, не исключенная, однако, и в Риме. В Германии на первых порах также существовали две формы брака — с mundium и без mundium; различие между ними исчезает под влиянием идеи христианского брака. Вообще manus есть основа не только римской, но и всякой патриархальной семьи: его признаки встречаются и в славянской задруге (XII, 134), и в русской крестьянской семье.